# Hans Gerschwiler
Hans Gerschwiler (20 de junho de 1920 – 27 de setembro de 2017) era um ex-patinador artístico suíço. Ele conquistou uma medalha de prata olímpica em 1948, e duas medalhas em campeonatos mundiais.

## Principais resultados
| Resultados                                            | Resultados      | Resultados      | Resultados    | Resultados      | Resultados       | Resultados      | Resultados    | Resultados    | Resultados    | Resultados    | Resultados    | Resultados    |
| Internacional                                         | Internacional   | Internacional   | Internacional | Internacional   | Internacional    | Internacional   | Internacional | Internacional | Internacional | Internacional | Internacional | Internacional |
| Evento/Temporada                                      | 1937– 1938      | 1938– 1939      |               | 1945– 1946      | 1946– 1947       | 1947– 1948      |               |               |               |               |               |               |
| ----------------------------------------------------- | --------------- | --------------- | ------------- | --------------- | ---------------- | --------------- | ------------- | ------------- | ------------- | ------------- | ------------- | ------------- |
| Jogos Olímpicos                                       |                 |                 |               |                 | Medalha de prata |                 |               |               |               |               |               |               |
| Campeonato Mundial                                    |                 |                 |               | Medalha de ouro | Medalha de prata |                 |               |               |               |               |               |               |
| Campeonato Europeu                                    |                 | 5.º             |               | Medalha de ouro | Medalha de prata |                 |               |               |               |               |               |               |
| Nacional                                              |                 |                 |               |                 |                  |                 |               |               |               |               |               |               |
| Campeonato Suíço                                      | Medalha de ouro | Medalha de ouro |               | Medalha de ouro | Medalha de ouro  | Medalha de ouro |               |               |               |               |               |               |
|                                                       |                 |                 |               |                 |                  |                 |               |               |               |               |               |               |
| Legenda: Competição não foi disputada nesta temporada |                 |                 |               |                 |                  |                 |               |               |               |               |               |               |